# توماس فيرغوس
توماس فيرغوس (بالإنجليزية: Thomas Fergus)‏ هو مهندس وسياسي نيوزلندي، ولد في 6 أبريل 1850، وتوفي في 29 سبتمبر 1914. انتخب وزير العدل ‏ (8 أكتوبر 1887 – 17 أكتوبر 1889) وانتخب عضو مجلس النواب نيوزيلندا.